# Крео
Крео (фр. Créot) насеље је и општина у источном делу централне Француске у региону Бургоња, у департману Саона и Лоара која припада префектури Отен.
По подацима из 2011. године у општини је живело 79 становника, а густина насељености је износила 36,41 становника/km². Општина се простире на површини од 2,17 km². Налази се на средњој надморској висини од 476 метара (максималној 500 m, а минималној 282 m).

## Демографија
| 1962. | 1968. | 1975. | 1982. | 1990. | 1999. | 2011. |
| ----- | ----- | ----- | ----- | ----- | ----- | ----- |
| 62    | 63    | 64    | 69    | 55    | 60    | 79    |

График промене броја становника у току последњих година